# Аксёнов, Пётр Юрьевич
Пётр Ю́рьевич Аксёнов (род. 16 октября 1976 года, Москва, СССР) — российский художник и дизайнер ювелирных изделий, бизнесмен, меценат, основатель ювелирного дома «AXENOFF» и «Russkaya Skazka».
Украшения выполнены в русском дореволюционном стиле и присутствуют в различных российских и зарубежных исторических фильмах и сериалах, а также представлены на выставках и специальных показах. Некоторые ювелирные изделия входят в коллекции ювелирных украшений Юсуповского дворца и Фонда драгоценных металлов Государственного исторического музея.

## Биография

### Ранние годы
Пётр Юрьевич Аксёнов родился 16 октября 1976 года в Москве, отец — фотограф Юрий Александрович Аксенов, мать — иконописец-реставратор Лариса Николаевна Шеховцова. По вероисповеданию — православный христианин.

### Образование
В 1994 году окончил среднюю школу № 1142 Юго-Восточного округа города Москвы, получив аттестат о среднем (полном) образовании, и Детскую музыкальную школу № 89 им. А. П. Бородина. В этом же году поступил в Православный Свято-Тихоновский гуманитарный университет.
В 1997 году перевёлся в Российский православный университет Святого Иоанна Богослова, а в 2002 защитил диплом с присуждением квалификации «Религиовед по специальности „Религиоведение“». В 2023 году закончил Псково-Печерскую семинарию, получив степень бакалавра богословия. Защитил дипломную работу по теме «Ансамбль Феодоровского Государева собора как символ государственной идеологии начала XX века». 

### Начало карьеры
С 2002 по 2005 год Пётр Аксёнов работал дизайнером интерьеров у ресторатора Михаила Зельмана и в группе компаний Аркадия Новикова. Также занимался интерьерами квартир и частных домов.
Затем в 2006 начал карьеру художника, его работы выставлялись в России, Италии, Франции, Испании, Великобритании, США, Китае, продавались на аукционах Vladey, Кристис, Филлипс, Pierre Berge & Associes.

### 2007
Пётр Аксёнов участвовал в выставке «Медийный образ и подсознание» в галерее RuArts, где его работы были представлены вместе с произведениями художников Алины и Джеффа Блюмис, Фила Ниблока, Куна и Фрэнка Тэйс. Картины были также показаны в галерее современного искусства Orel Art в Париже и в Палаццо Мочениго в Венеции в рамках групповой выставки «Winter of the soul». В Павильоне современного искусства в Милане была организована персональная выставка художника «Golden War».

### 2008
В галерее RuArts представил персональный проект «Золотая война». Принял участие в фестивале современного искусства PULSE в Майами и в международном фестивале современного искусства CIGE в Пекине.

### 2009
Московский музей современного искусства (MMоMA) и галерея RuArts организовали персональную интерактивную выставку Петра Аксёнова «DEADBRAND». В этом же году работы из коллекции «DEADBRAND» были представлены на выставке «Frozen Reality» в Лондоне в Holster Project Gallery.

### 2010
Галерея RuArts организовала выставку фотографий Петра Аксёнова «Инфанты». В 2010 году он основал ювелирный дом «AXENOFF», в котором работает в настоящее время. Украшения выполнены в русской дореволюционной стилистике.

## «Axenoff Jewellery House»
В 2012 году вышла первая ювелирная коллекция «Русские сказки», вдохновлённая творчеством Виктора Васнецова, сказками Павла Бажова, фильмами Александра Птушко и Александра Роу. После этого в течение десяти лет было создано 18 ювелирных коллекций.
Пётр Аксёнов:

«Создавая коллекции, я не всегда преследую коммерческие цели, потому что для меня главное — делать то, что я считаю для себя важным, возрождать традиции»
.

В 2014 году Пётр Аксёнов открыл шоурум в помещении особняка, известного по роману Л. Н. Толстого «Война и мир» как дом семьи Ростовых (Поварская ул., 52/55 строение 1, Москва). В этом же году выступил дизайнером украшений для российского исторического сериала «Екатерина» , затем в 2015 году создал ювелирные украшения для английского мини-сериала «Война и мир» (ВВС), а в 2017 году разработал дизайн украшений для фильма «Последний богатырь» (Disney).
В 2018 году воссоздал копию утерянной в 1925 году свадебной тиары княгини Ирины Юсуповой, племянницы Николая II, изначально созданной ювелирным домом «Cartier». В настоящее время копия тиары — часть коллекции ювелирных украшений Юсуповского дворца в Санкт-Петербурге..
В 2019 году в Государственном историческом музее Отечественной войны 1812 года состоялась выставка ювелирной коллекции «Война и мир», в 2020 году в рамках выставки, посвященной 175-летию со дня рождения императора Александра III «Император Александр III. Царь-Миротворец», проходившей в Государственной историческом музее, Пётр Аксёнов представил броши, серьги и тиары-кокошники, которые должны были отразить дух той эпохи.
В 2020 году Пётр Аксенов выступил с лекцией «Ювелирный дом „AXENOFF“ и кинематограф» в рамках выставочного проекта «Константин Маковский. Реалист и мифотворец» в Серпуховском историко-художественном музее, организованного при поддержке Государственной Третьяковской галереи. На выставке были представлены эмалевая брошь и эскизы. В том же году открыл шоурум в бывшем доходном доме О. Н. Рукавишниковой (Адмиралтейская набережная д. 10, Санкт-Петербург).
В 2021 году создал свадебную тиару и именные венчальные кольца для праправнука Великой княгини Ксении Александровны, сестры последнего российского императора Николая II — Ростислава Романова и его невесты Фотеини Георганты.
В 2022 филиал Государственного исторического музея в Туле провёл персональную выставку «Russkaya Skazka».
Параллельно с ювелирной деятельностью Пётр Аксёнов занимается восстановлением обителей, участвует в жизни духовных учебных заведений. С 2018 по 2019 год работал пресс-секретарем в Санкт-Петербургской Духовной Академии. В 2020 году принят в действительные члены Императорского Православного Палестинского Общества. С 2020 года работает алтарником в Феодоровском Государевом соборе в городе Пушкине и руководителем пресс-службы Псково-Печерской духовной семинарии. Живёт в Санкт-Петербурге.